# Édouard Eveno
Pour les articles homonymes, voir Eveno.
Édouard Eveno, né Édouard Jules Evenot le 11 septembre 1884 à Saint-Aubin-du-Cormier et mort après 1952 à Rouen ou à Nice, est un peintre, graveur et sculpteur français.

## Biographie
À l'âge de sept ans, Édouard Eveno commence à dessiner les animaux du dompteur François Bidel. Il suit ensuite les cours de l'école des beaux-arts d'Amiens et apprend la sculpture dans l'atelier de Julien et Minotte. Il habite ensuite Albert, Saint-Quentin et Le Havre où il perd sa mère. Il rejoint alors une parente à Fougères puis accompagne le cirque Vasserot pendant un an. Il effectue son service militaire de 1905 à 1906 au 7e régiment d'artillerie à Rennes. Pendant la Première Guerre mondiale, il est affecté aux ateliers de chemin de fer de Sotteville-lès-Rouen. Professeur à la Société populaire d'études diverses de Sotteville-lès-Rouen, Édouard Eveno remporte le premier prix de l’École des beaux-arts de Rouen et un diplôme de l'Inspection académique de la Seine-Inférieure. Il présente ses œuvres au Salon des artistes rouennais, à la galerie moderne et à la galerie Legrip,, de Rouen, à Sotteville-lès-Rouen et à Paris.
Il dessine et peint essentiellement des grands fauves qu'il observe dans les ménageries à Rouen et à Paris. Un de ses modèles favoris était le lion Negus offert par Menelik II au dompteur Julius Seeth. Le 10 juillet 1921, il est blessé à une jambe par un lion de la ménagerie Marcel.
Il grave des eaux-fortes (Panthère et serpent, Lion marchant), dessine des sanguines (Tête de lion), peint des toiles (Le Repas des lions), sculpte en plâtre (Lion couché) et en bois une porte d'entrée d'un chêne sculpté.
De 1919 à 1937, il collectionne les animaux exotiques à son domicile, 6 rue Saint-Ouen-de-Pierrecourt près du jardin des plantes de Rouen. Il possède dans sa collection de curiosités « la dépouille de la lionne Lydie, qui blessa mortellement la dompteuse Rosita Gandolfo ».
En 1952, il fait construire une villa dans le parc Liserb supérieur à Nice où il s'installe.

## Distinctions
- Officier d'académie (1932)[15],[16]
- Médaille d'honneur des chemins de fer (1936)[17]